# Amydrium sinense
Amydrium sinense är en kallaväxtart som först beskrevs av Adolf Engler, och fick sitt nu gällande namn av Hen Li. Amydrium sinense ingår i släktet Amydrium och familjen kallaväxter. IUCN kategoriserar arten globalt som livskraftig. Inga underarter finns listade.